# Havaika flavipes
Havaika flavipes là một loài nhện trong họ Salticidae. Loài này komt voor op de Marquesaseilanden.